# دانيال إسكوبار
دانيال إسكوبار (بالإنجليزية: Daniel R. Escobar)‏ هو ممثل أمريكي، ولد في 9 أبريل 1964 بكاليفورنيا في الولايات المتحدة، وتوفي في 13 ديسمبر 2013 بلوس أنجلوس في الولايات المتحدة.

## أعمال

### مسلسلات
- كيف قابلت أمكما

## وصلات خارجية
- دانيال إسكوبار على موقع IMDb (الإنجليزية)
- دانيال إسكوبار على موقع قاعدة بيانات الفيلم (الإنجليزية)